# Krisztián Lovassy
Krisztián Lovassy (Boedapest, 23 juni 1988) is een Hongaarse voormalig professionele baan- en wegwielrenner. Hij won tweemaal de wegrit en eenmaal de tijdrit bij het Hongaars nationaal kampioenschap wegwielrennen, en werd op de baan meerdere keren Hongaars kampioen in verschillende disciplines. Op de baan won hij daarnaast zilver op het Europees kampioenschap in het onderdeel scratch.

## Wielercarrière
Lovassy begon in 2008 met zijn professionele wielercarrière bij het World Cycling Centre in Aigle, Zwitserland. Na een jaar verdiende hij een profcontract bij de Hongaarse continentale ploeg Betonexpressz 2000-Limonta, en combineerde hij het baanwielrennen en wegwielrennen.
In 2012 nam Lovassy deel aan de wegrit van de Olympische Spelen in Londen, maar hij moest in deze rit opgeven. Een jaar later werd hij voor het eerst Hongaars kampioen op de weg, iets wat hem in 2017 nog eens lukte. In 2015 werd hij Hongaars kampioen tijdrijden op de weg.
Vanaf 2017 focuste Lovassy zich meer op het baanwielrennen, en in dat jaar won hij meteen zilver op het onderdeel scratch tijdens het Europees kampioenschap in Berlijn. Tussen 2017 en 2020 won hij 11 keer de Hongaarse nationale titel op de baan tijdens verschillende onderdelen.
Sinds 2019 rijdt Lovassy voor het amateurwielerteam Epronex–BSS Oil Team in zijn thuisstad Boedapest.

## Erelijst

### Weg
2010
Hongaars kampioenschap wegwielrennen
 Tijdrit
2011
Hongaars kampioenschap wegwielrennen
 Wegrit
1e Belgrado-Banja Luka
2012
1e Central European Tour Miskolc GP
2013
Hongaars kampioenschap wegwielrennen
 Wegrit
1e Central European Tour Boedapest GP
2014
Hongaars kampioenschap wegwielrennen
 Tijdrit
 Wegrit
2015
Hongaars kampioenschap wegwielrennen
 Tijdrit
2016
Hongaars kampioenschap wegwielrennen
 Wegrit
2017
Hongaars kampioenschap wegwielrennen
 Wegrit
2019
1e etappe Ronde van Hongarije

### Baan
2017
Hongaars kampioenschap baanwielrennen
 1000 m Tijdrit
Europees kampioenschap baanwielrennen
 Scratch
2018
Hongaars kampioenschap baanwielrennen
 Omnium
 Scratch
 Puntenrace
2019
Hongaars kampioenschap baanwielrennen
 Omnium
 Scratch
2020
Hongaars kampioenschap baanwielrennen
 Omnium
 Scratch
 Individuele achtervolging
 Puntenrace
 Team sprint